# 無煩天
無煩天（むぼんてん　梵：Avihā）は、三界のうち、色界18天の下位から数えて第14番目の天。色界第四禅の一つで、五浄居天の第1番目の天。上部の無熱天と下部の広果天の間に位置する天。
この天は、欲界の苦も色界の楽も共に離れて心身を煩わすものがないので、無煩天と名づく。
『雑阿毘曇心論』『彰所知論』は、この天での天部の身長が1,000由旬、寿命が1,000劫とする。また『仏説立世阿毘曇論』は、寿命を4,000劫とする。
『相応部』は以下のように説いている：
貪欲と憎悪を滅ぼし、世間での執着を克服し……死魔の領域である泥沼を渡り終わり……迷いの生存の束縛を断った……七人の修行僧が無煩天(avihā)に生まれた。—『相応部』比丘尼相応、
また、『相応部』に対応する『雑阿含経』では以下のように伝えている：
「生彼無煩天　解脱七比丘　貪瞋恚已盡　超世度恩愛　誰度於諸流　難度死魔軍　誰斷死魔縻　永超煩惱軛」—無煩天子、『雑阿含経』、